# Хобая
Хобая (рум. Hobaia) — село у повіті Джурджу в Румунії. Входить до складу комуни Огрезень.
Село розташоване на відстані 26 км на захід від Бухареста, 56 км на північ від Джурджу, 141 км на південь від Брашова.

## Населення
За даними перепису населення 2002 року у селі проживали 1006 осіб. Усі жителі села рідною мовою назвали румунську.
Національний склад населення села:
| Національність | Кількість осіб | Відсоток |
| -------------- | -------------- | -------- |
| румуни         | 1001           | 99,5%    |
| цигани         | 5              | 0,5%     |